# Frieseomelitta
Frieseomelitta é um gênero de abelha sem ferrão presente do México até toda a América do sul em sua parte tropical e subtropical. Em termos de estrutura física, são muito parecidas com as abelhas do gênero Scaura, Tetragonisca e Tetragona. As abelhas deste gênero tem algumas características em comum, por exemplo gostar de ambientes mais quente, sejam eles úmidos ou secos (independentemente do bioma), ter crias no formato de cacho e, na maioria das vezes, entrada que só permite a passagem de 1 abelha por vez. Existem por volta de 500 espécies de abelhas sem ferrão no mundo catalogadas em diversos gêneros diferentes. Muitas espécies ainda não foram descobertas e outras estão passando por revisões para reenquadrá-las como novas espécies ou pertencentes a outros gêneros.
Existem até o momento 15 espécies de Frieseomelitta catalogadas, são elas:
| Gênero         | Espécie                     | Nome popular (se tiver)                                                                                             |
| Frieseomelitta | Frieseomelitta dispar       | Frieseomelitta dispar                                                                                               |
| Frieseomelitta | Frieseomelitta doederleini  | marmelada, zamboque, mané-de-abreu, moça-branca                                                                     |
| Frieseomelitta | Frieseomelitta flavicornis  | moça-branca, marmelada-amarela-mansa                                                                                |
| Frieseomelitta | Frieseomelitta francoi      | moça-branca, caveca                                                                                                 |
| Frieseomelitta | Frieseomelitta freiremaiai  | perna-longa |
| Frieseomelitta | Frieseomelitta languida     | mocinha-preta, marmelada-negra                                                                                      |
| Frieseomelitta | Frieseomelitta longipes     | cacho-de-uva |
| Frieseomelitta | Frieseomelitta paranigra    | Frieseomelitta paranigra                                                                                            |
| Frieseomelitta | Frieseomelitta portoi       | Frieseomelitta portoi                                                                                               |
| Frieseomelitta | Frieseomelitta meadewaldoi  | Frieseomelitta meadewaldoi                                                                                          |
| Frieseomelitta | Frieseomelitta silvestrii   | mocinha-preta, moça-preta, Marmelada, marmelada-negra, marmelada-preta, jatai-pretinha, yateí-pretello              |
| Frieseomelitta | Frieseomelitta trichocerata | moça-branca, mosquito                                                                                               |
| Frieseomelitta | Frieseomelitta varia        | marmelada-amarela, miguel-de-breu, manoel-de-breu, manoel-d'abreu, moça-branca, marmelada-amarela-brava, mehnodjành |
| Frieseomelitta | Frieseomelitta paupera      | Frieseomelitta paupera                                                                                              |
| Frieseomelitta | Frieseomelitta nigra        | Frieseomelitta nigra                                                                                                |